# شهر آموزش
اجوکیشن در الریان، قطر توسعه یافته توسط بنیاد قطر است. این مجموعه دارای ملکی با مساحت ۱۲ کیلومتر مربع (۴٫۶ مایل مربع) توسط بنیاد قطر ساخته شده و دارای امکانات مختلف آموزشی از جمله پردیس‌های ماهواره‌ای، مرکز گفتگو و 

## اهداف
قطر به عنوان بخشی از یک پروژه بزرگ برای بهبود آموزش عالی در این کشور هزینه زیادی کرده‌است. از آنجائیکه نوسازی سریع در کشورهای نفت خیز حوزه خلیج فارس مورد توجه سیاستمداران این کشورها قرار گرفته، توجه به سیاست‌ها و شیوه‌هایی به منظور توجه به نیازهای مردم در دستور کار قرار گرفته‌است. در این چارچوب ارائه خدمات بر اساس استانداردهای بین‌المللی به منظور بهبود شرایط در این کشورها اهمیت یافته‌است.
گفتنی است؛ دانشگاه‌هایی که در قطر تأسیس می‌شوند، تقریباً دقیقا همان آموزش‌هایی را که در دانشگاه مرکزی به دانشجویان ارائه می‌شود را عرضه می‌کنند. از سویی دیگر، اساتیدی که در دانشگاه اصلی تدریس می‌کنند نیز برای تدریس به دانشگاه‌های قطر می‌آیند، به این ترتیب، دانشجویان قطری درحالی‌که در کشور خودشان هستند، خدمات آموزشی بین‌المللی را دریافت می‌کنند.
گفتنی است؛ دانشگاه کورنل، اولین مرکز آموزشی بین‌المللی قطر است که در سال ۲۰۰۱ گشایش یافت. در حالی که تأسیس دانشگاه‌های بین‌المللی در قطر بر اعتبار این کشور افزوده‌است، برخی مفسران تحلیل می‌کنند که وجود دانشگاه‌های مورد بحث در قطر به لیبرالیزه شدن قطر نیز منجر می‌شود. مهم اینکه؛ پروژه تأسیس دانشگاه‌های بین‌المللی در قطر توسط موزه بنت ناصر، همسر امیر قطر و یک زن فعال سیاسی در این کشور به پیش برده می‌شود.
این دانشگاه‌ها امکان برگزاری کلاس‌ها را به صورت مختلط در قطر به وجود آورده‌است.
تأسیس دانشگاه‌های بین‌المللی، به شهرت قطر به عنوان یک کشور لیبرال در خاورمیانه که به دنبال ایجاد پل‌هایی میان خودش با عرصه بین‌الملل می‌باشد، افزوده‌است. نحوه فعالیت دانشگاه‌های بین‌المللی در قطر با دقت توسط یک کمیته مشخص می‌شود تا بیشترین سود را برای قطر به ارمغان بیاورد. از سویی دیگر، رشته‌هایی مانند اقتصاد، پزشکی و روزنامه‌نگاری که قطر در این زمینه‌ها به لحاظ آموزشی سابقه خوبی نیز دارد، در دستور کار قرار می‌گیرد. دانشگاه UCL نیز در حال حاضر، در رشته‌هایی مانند باستان‌شناسی، حفاظت از منابع طبیعی، میراث فرهنگی و مطالعات موزه در قطر دانشجو می‌پذیرد.

## نهادها

### دانشگاه‌ها
- دانشگاه نورث وسترن قطر
- اچ ای سی پاریس
- کالج دانشگاهی لندن
- دانشگاه جورج تاون قطر
- دانشگاه کارنگی ملون قطر
- دانشگاه تگزاس ای اند ام قطر
- کالج پزشکی وایل کرنل قطر
- دانشگاه مشترک‌المنافع ویرجینیا قطر
- دانشگاه حمد بن خلیفه

### آموزش مقدماتی
- آکادمی قطر
- آکادمی اوساج
- آکادمی بریج پروگرم
- آکادمی رناد
- آکادمی رهبری قطر

### پژوهش
- پارک علم و فناوری قطر
- صندوق تحقیقات ملی قطر
- مرکز پزشکی و پژوهشی سیدرا
- مؤسسه تحقیقات محاسبات قطر

### مراکز دیگر
- مجمع عمومی گفتگو دوحه
- مرکز اسب الشقب
- ارکستر فیلارمونیک قطر
- موزه هنرهای مدرن عرب
- سازمان ملی گفتگو قطر
- مرکز همایش‌های ملی قطر
- مسجد جامع شهر آموزش
- هتل برتر شهر آموزش